# 王國光 (嘉靖甲辰進士)
王國光（1512年—1594年），字汝觀，號疏庵，山西陽城縣（今屬山西省晉城市）人。明朝政治人物。官至吏部尚書。

## 生平
王國光為嘉靖二十三年（1544年）進士。授吳江知縣。調儀封（今河南蘭考）。擢兵部主事。改吏部，歷文選郎中。三十八年正月升通政使司右通政、提督誊黄，四十年闰五月升太仆寺卿，十一月升顺天府府尹，四十二年三月升戶部右侍郎、總督倉場、督理西苑農事，四十四年二月以疾乞归。
隆慶元年（1567年）十月起复，以原职兼都察院右佥都御史、巡抚河南，以养病未赴任。四年八月再起为刑部左侍郎，五年十月升南京刑部尚書，十二月改任户部尚书总督仓场。
神宗即位後，隆慶六年（1572年）七月王國光重新管理戶部事務。萬曆三年（1575年），京察拾遺，王國光被南京給事中、御史彈劾，於是上疏請求罷官，被神宗挽留。次年，王國光再次請辭，獲得批准，臨行將多年心得總結成《萬曆會計錄》獻上，神宗深爲讚賞，發送戶部訂正，書成後，神宗又下詔褒揚。
萬曆五年（1577年）冬，吏部尚書張瀚被罷官，重新啟用王國光代職。不久加太子太保。王國光是萬曆初年張居正改革的重要助手。張居正死後，御史楊寅秋以六項罪名彈劾國光，神宗震怒，將王國光撤職。之後又念其功勞，命其復官以致仕。萬曆二十二年（1594年）病卒。
《明史》有傳。

## 佚事
《萬曆野獲編》記載其年逾八旬，仍然好色不衰。强娶寡妇李氏，逼死人命之事。

## 家族
曾祖王子文，義官。祖父王昺。父王承祖。母原氏，继母曹氏、张氏。具庆下。兄重光。弟争光、前光、奎光、近光、耿光。

## 延伸阅读
[在维基数据编辑]
 《明史卷二百二十五》，出自《明史》

## 外部連結
- “天官”王国光 晉城新聞網
- “天官王府”上庄村  晉城旅遊網

| 官衔          | 官衔                                 | 官衔          |
| ------------- | ------------------------------------ | ------------- |
| 前任： 朱舜民 | 明朝吴江县知县 嘉靖二十三年-二十六年 | 繼任： 丘岳   |
| 前任： 張守直 | 明朝戶部尚書 1572年-1576年           | 繼任： 殷正茂 |
| 前任： 方逢時 | 明朝吏部尚書 1577年-1582年           | 繼任： 梁夢龍 |